# Annenkirche (Keßlar)

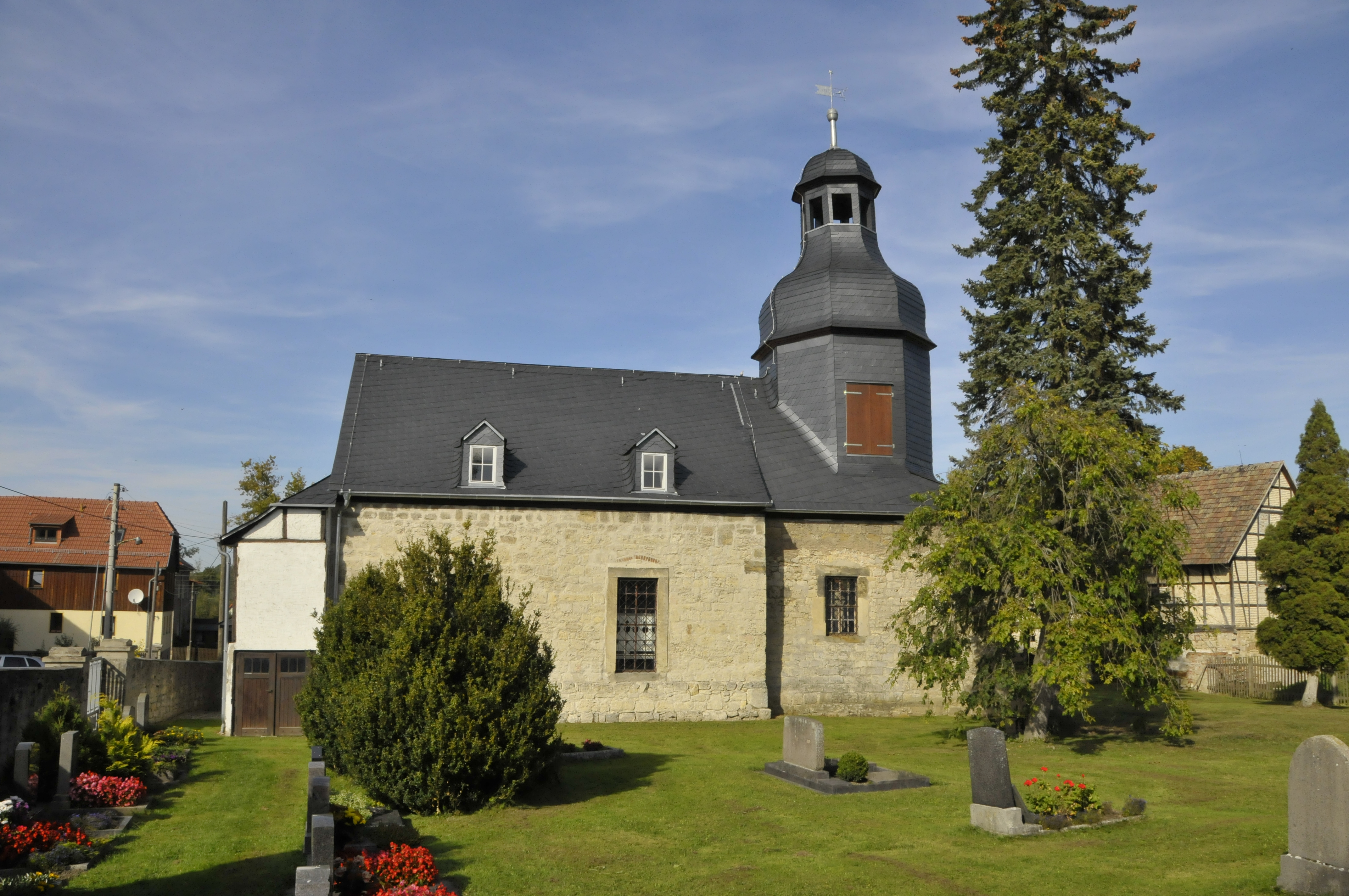
Die Kirche

Die evangelische Annenkirche steht im Ortsteil Keßlar der Stadt Blankenhain im Landkreis Weimarer Land in Thüringen.

## Lage
Das Gotteshaus liegt mit seinem Umfeld zentral im Rundlingsdorf.

## Geschichte
Der Bau des Gotteshauses ist romanischen Ursprungs. Der Umbau fand im 16. und 18. Jahrhundert statt.

## Zur Renovierung
Sie fand von 1989 bis 1991 statt. Vieles wurde getan. Ein neues Portal schmückt die Kirche. Es folgte eine Neufassung des bauernbarocken Bestandes mit der Neuordnung im Altarraum. Der gotische Annenaltar des Meckfelder Meisters aus Jahr 1504 wurde restauriert.
Die Orgel aus dem 19. Jahrhundert wurde in den Jahren 2009 und 2010 instand gesetzt.
Es folgte die Sicherung des Kirchturms. Einige Sparren wurden ersetzt. Die Dachschalung wurde erneuert und mit altdeutscher Deckung mit rheinischem Schiefer versehen. Die Dachsicherung und der Dachgauben mit Fenstern wurde abgeschlossen. Eine Turmuhr sowie Laterne mit der Wetterfahne wurde angebracht.